# یواس‌اس اوشن‌اوگرافر (ای‌جی‌اس-۳)
یواس‌اس اوشن‌اوگرافر (ای‌جی‌اس-۳) (به انگلیسی: USS Oceanographer (AGS-3)) یک کشتی است که طول آن ۳۰۴ فوت (۹۳ متر) می‌باشد. این کشتی در سال ۱۸۹۹ ساخته شد.